# 26842 Гіфеле
26842 Гіфеле (26842 Hefele) — астероїд головного поясу, відкритий 2 жовтня 1991 року.
Тіссеранів параметр щодо Юпітера — 3,199.